# Natuurpark Somiedo

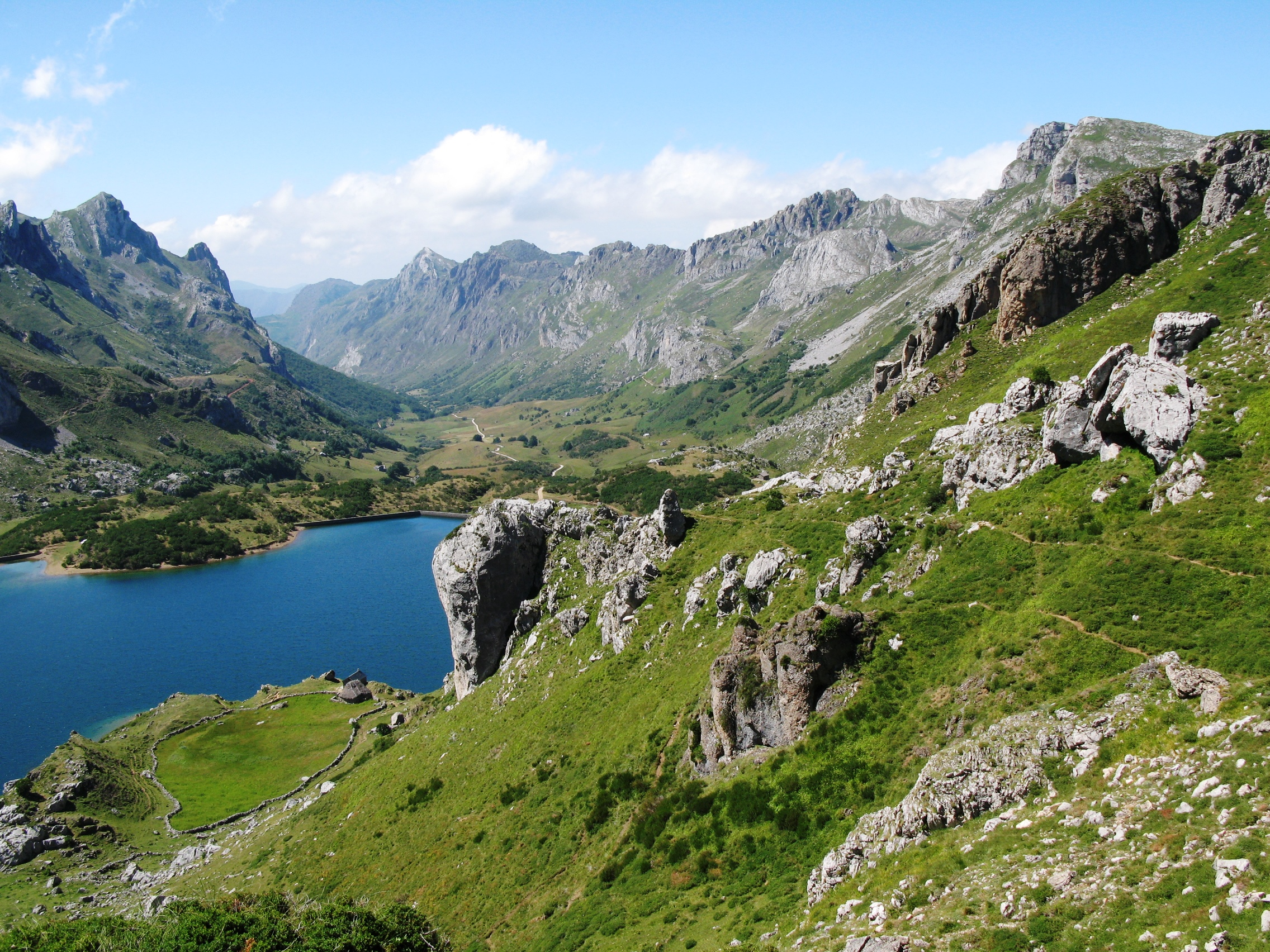
Lago del Valle

Natuurpark Somiedo (Spaans/Asturisch: Parque natural de Somiedo) is een natuurpark in de gemeente Somiedo in Spanje (regio Asturië).
In 1988 werd het gebied in het Cantabrisch gebergte tot natuurpark uitgeroepen, en in 2000 verklaarde de UNESCO het tot biosfeerreservaat. De bekendste soorten in het gebied zijn de Cantabrische bruine beer (een ondersoort van de bruine beer) en het auerhoen. In het gebied zijn ongeveer 1125 soorten vaatplanten gevonden en 180 soorten gewervelde dieren, waaronder ook de wolf.